# Atletismo nos Jogos Pan-Americanos de 1955 - Revezamento 4x100 m masculino
A prova do revezamento 4x100 m masculino nos Jogos Pan-Americanos de 1955 foi realizada na Cidade do México, México.

## Medalhistas
| Ouro                                                                       | Prata                                                                       | Bronze                                                                  |
| USA Estados Unidos Rod Richard Willie Williams Charles Thomas John Bennett | VEN Venezuela Clive Bonas Guillermo Gutiérrez Apolinar Solórzano Juan Leiva | MEX México Clifton Bertrand Mike Agostini Wilton Jackson Dennis Johnson |

### Final
| Posição           | Nação                    | Nomes                                                            | Tempo | Notas |
| ----------------- | ------------------------ | ---------------------------------------------------------------- | ----- | ----- |
| Medalha de ouro   | USA Estados Unidos       | Rod Richard, Willie Williams, Charles Thomas, John Bennett       | 40.96 |       |
| Medalha de prata  | VEN Venezuela            | Clive Bonas, Guillermo Gutiérrez, Apolinar Solórzano, Juan Leiva | 41.36 |       |
| Medalha de bronze | MEX México               | Sergio Higuera, Javier Souza, René Ahumada, Alberto Goya         | 41.94 |       |
| 4                 | ARG Argentina            |                                                                  | 42.12 |       |
| 5                 | CAN Canadá               |                                                                  | 42.24 |       |
| 6                 | DOM República Dominicana |                                                                  | 42.64 |       |
| 7                 | CUB Cuba                 |                                                                  | N/D   |       |